# Regering-Verhofstadt I
De regering-Verhofstadt I (12 juli 1999 - 12 juli 2003) was een Belgische regering. Het was een coalitie tussen de VLD/PRL (23 en 18 zetels), de PS/SP (19 en 14 zetels) en Ecolo/Agalev (20 zetels). Deze regering was de eerste federale regering in de Belgische geschiedenis waarin ecologisten waren vertegenwoordigd.
Na de verkiezingen van 13 juni 1999 werd in net geen maand tijd deze regering gevormd en volgde hierdoor de regering-Dehaene II op. Die regering bestond uit de christendemocraten en de socialisten, maar werden afgestraft, vooral de christendemocraten, vanwege de Zaak-Dutroux en de Dioxinecrisis. Hierdoor moesten de christendemocraten voor het eerst sinds 1958 weer in de oppositie gaan. De regering werd opgevolgd door de regering-Verhofstadt II na de verkiezingen van 18 mei 2003. De groenen verloren toen een groot aantal stemmen waardoor de liberalen en socialisten alleen verder gingen en een regering vormden.
In 2001 werd regeringspartij SP omgedoopt tot sp.a (Socialistische Partij Anders). In 2002 ging de PRL op in het nieuw gevormde Mouvement Réformateur (MR).

## Maatregelen
De meest bekende maatregelen van de regering-Verhofstadt I zijn:
- de euthanasiewet
- oprichting van het zilverfonds
- de Copernicushervorming
- snel-Belgwet
- gedoogbeleid softdrugs
- homohuwelijk
- kernuitstap
- oprichting van het Federaal Voedselagentschap
- hervorming van de politie en rijkswacht tot de eenheidspolitie
- maximumfactuur in de gezondheidszorg
- het faillissement van Sabena
- actieve welvaartsstaat: optrekken pensioenen, speurtocht naar pseudo-werklozen, pogingen om de koopkracht te verhogen
- weigering om deel te nemen aan de Irak-oorlog
- de vijfde staatshervorming
- hervorming van de kieskringen om ze te doen samenvallen met de provincies, met Brussel-Halle-Vilvoorde als uitzondering

## Samenstelling
De regering telde 15 ministers (14 + 1 eerste minister) en 3 staatssecretarissen. Het kernkabinet telde 4 vicepremiers. Daarnaast waren er ook 3 regeringscommissarissen.
| Ambtsbekleder                    | Ambtsbekleder               | Ambtsbekleder                | Functie en bevoegdheid | Termijn                         | Partij      |
| Kernkabinet                      | Kernkabinet                 | Kernkabinet                  | Kernkabinet | Kernkabinet                     | Kernkabinet |
| -------------------------------- | --------------------------- | ---------------------------- | --- | ------------------------------- | ----------- |
|                                  |                             | Guy Verhofstadt (1953)       | Premier | 12 juli 1999 - 12 juli 2003     | VLD         |
|                                  |                             | Laurette Onkelinx (1958)     | Vicepremier Werkgelegenheid | 12 juli 1999 - 12 juli 2003     | PS          |
| belast met Mobiliteit en Vervoer | 5 mei 2003 - 12 juli 2003   | Laurette Onkelinx (1958)     | |                                 | PS          |
|                                  |                             | Louis Michel (1947)          | Vicepremier Buitenlandse Zaken | 12 juli 1999 - 12 juli 2003     | MR          |
|                                  |                             | Johan Vande Lanotte (1955)   | Vicepremier Begroting, Maatschappelijke Integratie en Sociale Economie | 12 juli 1999 - 12 juli 2003     | sp.a        |
|                                  |                             | Isabelle Durant (1954)       | Vicepremier Mobiliteit en Vervoer | 12 juli 1999 - 5 mei 2003       | Ecolo       |
| Ministers                        |                             |                              | |                                 |             |
|                                  |                             | Magda Aelvoet (1944)         | Consumentenzaken, Volksgezondheid en Leefmilieu | 12 juli 1999 - 28 augustus 2002 | Agalev      |
|                                  |                             | Jef Tavernier (1951)         | Consumentenzaken, Volksgezondheid en Leefmilieu | 28 augustus 2002 - 12 juli 2003 | Agalev      |
|                                  |                             | Antoine Duquesne (1941-2010) | Binnenlandse Zaken | 12 juli 1999 - 12 juli 2003     | MR          |
|                                  |                             | Frank Vandenbroucke (1955)   | Sociale Zaken en Pensioenen | 12 juli 1999 - 12 juli 2003     | sp.a        |
|                                  |                             | Luc Van den Bossche (1947)   | Ambtenarenzaken en Modernisering van de Openbare Besturen | 12 juli 1999 - 12 juli 2003     | sp.a        |
|                                  |                             | André Flahaut (1955)         | Landsverdediging | 12 juli 1999 - 12 juli 2003     | PS          |
|                                  |                             | Jaak Gabriëls (1943-2024)    | Landbouw en Middenstand | 12 juli 1999 - 10 juli 2001     | VLD         |
|                                  |                             | Marc Verwilghen (1952)       | Justitie | 12 juli 1999 - 12 juli 2003     | VLD         |
|                                  |                             | Didier Reynders (1958)       | Financiën | 12 juli 1999 - 12 juli 2003     | MR          |
|                                  |                             | Rik Daems (1959)             | Telecommunicatie, Overheidsbedrijven en Participaties | 12 juli 1999 - 12 juli 2003     | VLD         |
| Middenstand                      | 10 juli 2001 - 12 juli 2003 | Rik Daems (1959)             | |                                 | VLD         |
|                                  |                             | Rudy Demotte (1963)          | Economie en Wetenschappelijk Onderzoek | 12 juli 1999 - 4 april 2000     | PS          |
|                                  |                             | Charles Picqué (1948)        | Economie en Wetenschappelijk Onderzoek, belast met het Grootstedenbeleid | 8 april 2000 - 12 juli 2003     | PS          |
|                                  |                             | Annemie Neyts (1944)         | toegevoegd aan de Minister van Buitenlandse Zaken, belast met Landbouw | 10 juli 2001 - 12 juli 2003     | VLD         |
|                                  |                             | Yvan Ylieff (1941)           | toegevoegd aan de Minister van Wetenschappelijk Onderzoek | 5 mei 2003 - 12 juli 2003       | PS          |
| Staatssecretariaten              |                             |                              | |                                 |             |
|                                  |                             | Pierre Chevalier (1952)      | Buitenlandse Handel, toegevoegd aan de Minister van Buitenlandse Zaken | 12 juli 1999 - 11 oktober 2000  | VLD         |
|                                  |                             | Eddy Boutmans (1948)         | Ontwikkelingssamenwerking, toegevoegd aan de Minister van Buitenlandse Zaken                                                                                                   | 12 juli 1999 - 12 juli 2003     | Agalev      |
|                                  |                             | Olivier Deleuze (1954)       | Energie en Duurzame Ontwikkeling, toegevoegd aan de Minister van Mobiliteit en Vervoer                                                                                         | 12 juli 1999 - 5 mei 2003       | Ecolo       |
|                                  |                             | Annemie Neyts (1944)         | toegevoegd aan de Minister van Buitenlandse Zaken | 11 oktober 2000 - 10 juli 2001  | VLD         |
|                                  |                             | Alain Zenner (1946)          | Energie en Duurzame Ontwikkeling, toegevoegd aan de Minister van Financiën, belast met de Vereenvoudiging van de Fiscale Procedures en de Strijd tegen de Grote Fiscale Fraude | 5 mei 2003 - 12 juli 2003       | MR          |
| Regeringscommissarissen          |                             |                              | |                                 |             |
|                                  |                             | Freddy Willockx (1947-2024)  | Dioxineproblematiek, toegevoegd aan de Eerste Minister | 20 juli 1999 - 19 januari 2001  | sp.a        |
|                                  |                             | Anne André-Léonard (1948)    | Administratieve Vereenvoudiging, toegevoegd aan de minister van Ambtenarenzaken en Modernisering van de Openbare Diensten                                                      | 20 juli 1999 - 17 oktober 2000  | MR          |
|                                  |                             | Charles Picqué (1948)        | Grootstedenbeleid, toegevoegd aan de minister van Werkgelegenheid | 22 juli 1999 - 8 april 2000     | PS          |
|                                  |                             | Yvan Ylieff (1941)           | Wetenschapsbeleid, toegevoegd aan de Minister van Wetenschappelijk Onderzoek                                                                                                   | 8 april 2000 - 5 mei 2003       | PS          |
|                                  |                             | Alain Zenner (1946)          | Vereenvoudiging van de Fiscale Procedures en de Strijd tegen de Grote Fiscale Fraude, toegevoegd aan de Minister van Financiën                                                 | 25 oktober 2000 - 5 mei 2003    | MR          |
|                                  |                             | Greet Van Gool (1962)        | Modernisering en Vereenvoudiging van de Sociale Zekerheid, toegevoegd aan de minister van Sociale Zaken en Pensioenen                                                          | 19 januari 2001 - 12 juli 2003  | sp.a        |

### Herschikkingen
- Op 4 april 2000 nam Rudy Demotte ontslag als federaal minister om in regering-Hasquin Franse Gemeenschapsminister van Begroting, Cultuur en Sport te worden. Hij werd op 8 april vervangen door Charles Picqué, die tevens nog steeds belast bleef met Grootstedenbeleid. Yvan Ylieff (PS) werd op diezelfde dag regeringscommissaris, toegevoegd aan de minister van Wetenschappelijk Onderzoek.
- Op 11 oktober 2000 moest Pierre Chevalier ontslag nemen wegens verdenkingen van hand-en-spandiensten door het Zwitserse gerecht. Annemie Neyts (VLD) werd op die dag staatssecretaris, toegevoegd aan de minister van Buitenlandse Zaken.
- Op 17 oktober 2000 nam Anne André-Léonard ontslag als regeringscommissaris. Op 25 oktober 2000 werd Alain Zenner (PRL) regeringscommissaris, toegevoegd aan de minister van Financiën.
- Op 19 januari 2001 nam Freddy Willockx ontslag en werd burgemeester van Sint-Niklaas. Greet van Gool (SP) werd regeringscommissaris, toegevoegd aan de minister van Sociale Zaken en Pensioenen.
- Op 10 juli 2001 nam Jaak Gabriëls ontslag om iets later Vlaams minister te worden in de regering-Dewael. Annemie Neyts werd daarom minister van Landbouw, toegevoegd aan de minister van Buitenlandse Zaken, waardoor ze niet vervangen werd als staatssecretaris. Rik Daems kreeg er de bevoegdheid Middenstand bij.
- Op 28 augustus 2002 stapte Magda Aelvoet uit de regering na de Belgische wapenleveringen aan Nepal. Ze werd als vicepremier en minister opgevolgd door Jef Tavernier (Agalev).
- Ontevreden over de houding van de PS in het dossier over de nachtvluchten, stapten zowel Isabelle Durant als Olivier Deleuze op 5 mei 2003 uit de regering. Durant werd vervangen door Yvan Ylieff die minister, toegevoegd aan de minister van Wetenschappelijk Onderzoek werd om de pariteit te bewaren. Haar bevoegdheden werden echter overgenomen door Laurette Onkelinx. Ylieff werd zelf niet vervangen als regeringscommissaris. Deleuze werd vervangen door Alain Zenner, die nu staatssecretaris voor Energie en Duurzame ontwikkeling,  toegevoegd aan de minister van Financiën werd. Ook hij werd niet vervangen als regeringscommissaris.